# Джон, Огастес

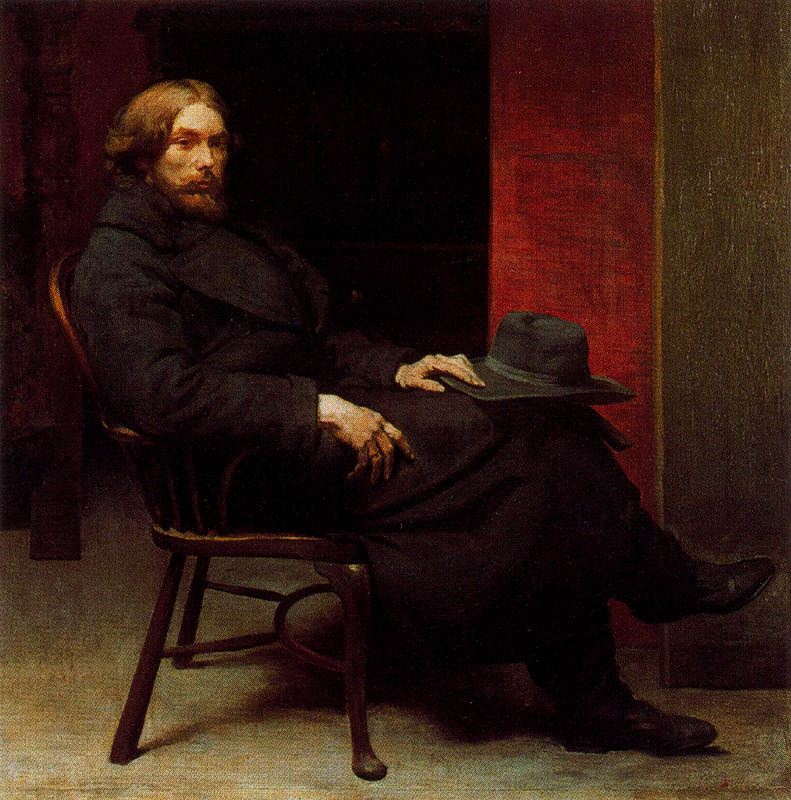
У. Орпен. Портрет О. Джона (1899)

Огастес Эдвин Джон (англ. Augustus Edwin John; 4 января 1878, Тенби, Пембрукшир — 31 октября 1961, Фордингбридж, Хэмпшир) — английский художник-постимпрессионист.

## Жизнь и творчество
Родился в семье адвоката. Уже в 11-летнем возрасте посещает художественную школу в родном городе. В 17 лет уезжает в Лондон, где учится в Школе изящных искусств Слейда, вместе с Уильямом Орпеном и своей старшей сестрой Гвендолин Джон. В 1895 году Джон получает стипендию, которая ему была необходима для обучения в парижской Академии Коларосси, и уезжает во Францию. В Париже Джон быстро становится частью монмартрской богемы. Парижский период повлиял на весь последующий жизненный уклад художника и его творчество.
После возвращения в Англию Джон до 1904 года — профессор ливерпульского университета. Под влиянием работавшего в университете этнографа Джона Сэмпсона художник увлекается языком, обычаями и культурой цыган. Летом 1905 года Джон, вместе со своей женой Идой и любовницей Дороти Макнейл, выезжает в Дартмур, где пишет «цыганские» картины. На этих полотнах обе сопровождающие его женщины выступают своего рода цыганскими музами. После смерти жены в 1907 году Джон женится на своей модели и любовнице Дороти, у которой от него родились две дочери. В первом браке у Джона было пятеро детей.
Совместно с художником Орпеном Джон открывает школу-мастерскую, затем вступает в Новый английский художественный клуб. С 1910 по 1914 год он каждое лето выезжает в южнофранцузский Мартиг, где много рисует. Во время Первой мировой войны Джон служит как «военный художник»; за военное время он создаёт много фронтовых портретов британских и канадских солдат. В период между мировыми войнами О. Джон считался лучшим портретистом Великобритании, его кисти принадлежат портреты Джорджа Шоу, Дилана Томаса, Томаса Лоуренса, Томаса Харди, Уильяма Йейтса, Гильермины Суджа, Таллулы Бэнкхед и других.
В 1942 году Огастесу Джону присваивается британский орден Заслуг. В 1954 году он становится членом Королевской Академии художеств.
По своим политическим убеждениям Джон прошёл путь от анархиста до пацифиста.